# 克魯蓬德湖

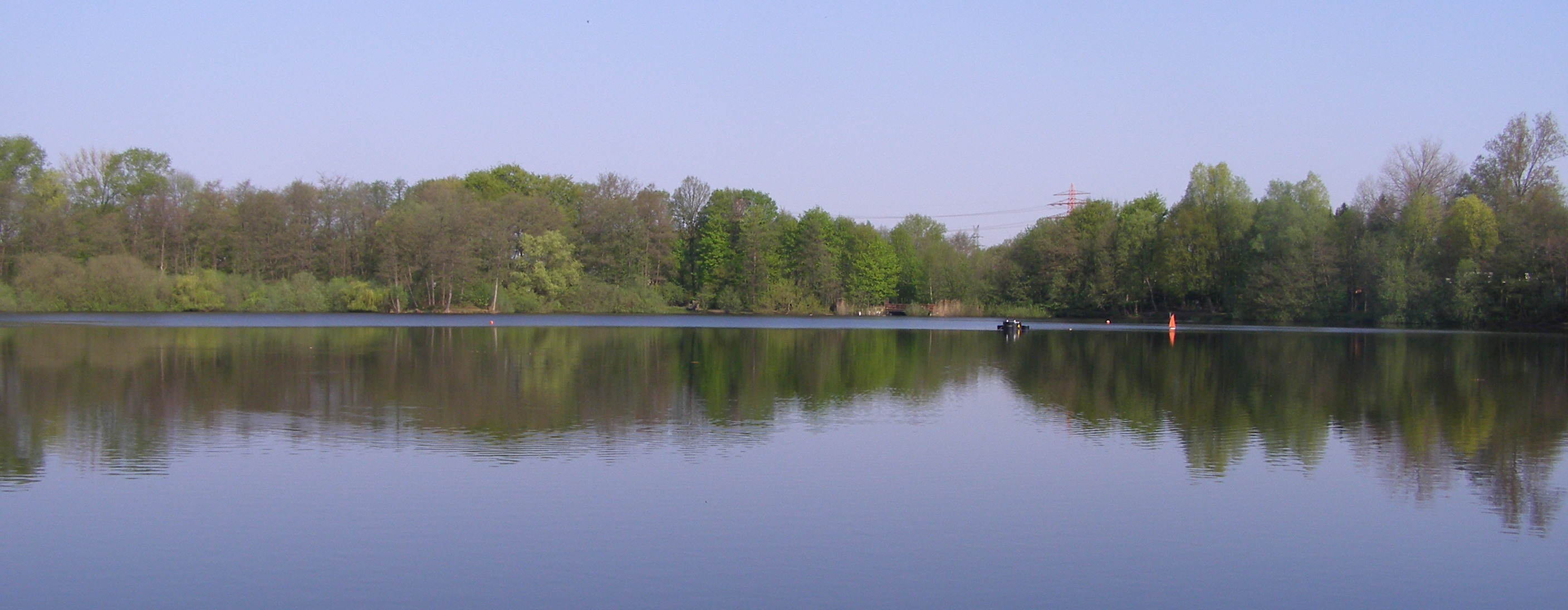

克魯蓬德湖（德語：Krupunder See），是德國的湖泊，位於該國北部石勒蘇益格-荷爾斯泰因州，由哈爾斯滕貝克負責管轄，長0.4公里、寬0.3公里，面積0.07平方公里，海拔高度14米，平均水深4.7米，最大水深12.3米，水體容量30萬立方米，湖岸線長度1.1公里。